# معاون جرم
معاون جرم یا به پهلوی ادیار بزه در حقوق کیفری به کسی گفته می‌شود که به طور مستقیم در ارتکاب جرمی که توسط دیگری انجام می‌شود دخالتی نداشته اما به طور عالمانه از طریق تحریک، ترغیب، تهدید، تطمیع، دسیسه، فریب و نیرنگ و... در ارتکاب رفتار مجرمانه همکاری و دخالت داشته‌است. به عبارت دیگر معاون جرم کسی است که پیش از وقوع یا در حین ارتکاب جرم با رفتار خود عمداً وقوع جرم را تسهیل کرده یا مرتکب (مباشر) را به ارتکاب آن برانگیخته است. در قانون مجازات اسلامی ایران مجازات معاون، حداقل مجازات مقرر در قانون برای همان جرم است. این ماده از قانون مجازات اسلامی منسوخ شده است.

## مصادیق معاونت در جرم
ارتکاب اعمال زیر معاونت در جرم محسوب می‌شود:
1. تحریک، ترغیب، تهدید یا تطمیع
2. دسیسه، فریب و نیرنگ
3. تهیه وسائل ارتکاب جرم
4. ارائه راه و روش ارتکاب جرم
5. تسهیل ارتکاب جرم